# Station Thomastown
Station Thomastown is een spoorwegstation in Thomastown in het Ierse graafschap Kilkenny. Het station ligt aan de lijn Dublin - Waterford. Er vertrekken dagelijks zes treinen in de richting van Dublin en zeven richting Waterford. Het oude stationsgebouw is buiten gebruik. Het station heeft ook geen kaartautomaat.